# Jallas, Idlib
Jallas, Idlib (tiếng Ả Rập: جلاس) là một ngôi làng Syria nằm ở Abu al-Duhur Nahiyah ở huyện Idlib, Idlib. Theo Cục Thống kê Trung ương Syria (CBS), Jallas, Idlib có dân số 404 trong cuộc điều tra dân số năm 2004.